# Frankfurter gelehrte Anzeigen
Die Frankfurter gelehrten Anzeigen waren eine Literaturzeitschrift, die von 1772 bis 1790 in Frankfurt am Main erschien. Sie gilt als wichtiges Organ der Literaturkritik in der Periode des Sturm und Drang, vor allem in ihrem ersten Jahrgang. Ihre Redakteure waren anfangs Johann Heinrich Merck und Johann Georg Schlosser, später Karl Friedrich Bahrdt. Zu ihren Rezensenten gehörten Johann Wolfgang Goethe und Johann Gottfried Herder. Um den Jahrgang 1772 kam es zu einer Auseinandersetzung um die Pressefreiheit mit den kirchlichen und politischen Behörden in Frankfurt, in der die Herausgeber letztlich unterlagen.

## Geschichte
1736 gründete der Frankfurter Buchhändler und Verleger Samuel Tobias Hocker die Frankfurter Gelehrtenzeitung, die erste literarisch-wissenschaftliche Zeitung Frankfurts. Er folgte damit einer Anregung von Christian Münden, dem damaligen Senior des lutherischen Predigerministeriums.
1771 erwarb der aus Waldeck stammende Hofrat Johann Conrad Deinet die Zeitung, änderte den Namen in Frankfurter gelehrte Anzeigen und gab sie mit neuem Programm heraus. Unter den beiden neuen Redakteuren Merck und Schlosser erschienen Rezensionen zu den verschiedensten Themengebieten, darunter Rechtswissenschaft, Geschichte, Philosophie, Politik und Theologie. Die einzelnen Rezensionen waren nicht mit Namen gekennzeichnet, sondern das Ergebnis intensiver Diskussionen zwischen den Autoren, oft noch durch die Redakteure überarbeitet. Unter den Rezensenten des Jahrgangs 1772 und teilweise auch 1773 waren neben Schlosser vor allem Johann Gottfried Herder und Johann Wolfgang Goethe. Von den 396 Beiträgen des ersten Jahrgangs stammen zwischen 30 und 60 aus Goethes Feder, an weiteren etwa 30 dürfte er mitgewirkt haben.
Zu den rezensierten Autoren gehörten unter anderen Johann Georg Jacobi, Friedrich Gottlieb Klopstock, Gotthold Ephraim Lessing und Christoph Martin Wieland. Die Rezensionen waren in einem sehr persönlichen, oft emotionalisierten und überpointierten Stil geschrieben. Die Rezensenten nutzten die Kritik, um ihre eigenen ästhetischen Ideale zu formulieren. So betont Goethe in einer Lyrik-Rezension vom 18. Dezember 1772 die Bedeutung des Ungeglätteten und des Wildschönen und begreift die Natur als zerstörende Kraft, gegen die sich das Individuum mit den Mitteln der Kunst zu behaupten habe. Goethe selbst urteilte später in den Tag- und Jahresheften über diese Phase:

„Inzwischen geschehen kühnere Griffe in die tiefere Menschheit; es entsteht ein leidenschaftlicher Widerwille gegen mißleitende, beschränkte Theorien; man widersetzt sich dem Anpreisen falscher Muster. Alles dieses, und was daraus folgt, war tief und wahr empfunden, oft aber einseitig und ungerecht ausgesprochen...Die Rezensionen in den Frankfurter Gelehrten Anzeigen von 1772 und 1773 geben einen vollständigen Begriff von dem damaligen Zustand unserer Gesellschaft und Persönlichkeit. Ein unbedingtes Bestreben, alle Begrenzungen zu durchbrechen, ist bemerkbar.“

### Auseinandersetzungen um die Pressefreiheit
Bereits nach der dritten Nummer kam es im Januar 1772 zu Beschwerden. Der damalige Frankfurter Senior, Johann Jakob Plitt, nahm Anstoß an der Rezension einer von Jacobi stammenden Rede von der Liebe zu Gott. Der Rezensent hatte die „empfindungsvolle, simple, sanfte und rührende Sprache“ gelobt und gefordert, „daß man doch endlich einmal anfangen möge, allen dogmatisch scholastischen Wust, exegetischen Flitterstaat und oratorischen Prunk von den Kanzeln zu verbannen.“ Das lutherische Predigerministerium sah darin einen Angriff auf die Frankfurter Geistlichkeit und lud den Herausgeber, Hofrat Deinet, vor das für die Kirchenzucht zuständige Konsistorium, zumal es wegen einer polemischen Rezension über die Predigten eines Geistlichen aus Nordhausen in der fünften Nummer schon zu weiteren Beschwerden gekommen war.
Deinet rechtfertigte sich, dass nicht er, sondern verschiedene Gelehrte, deren Namen er selbst nicht kenne, die Verfasser der Rezensionen seien und „daß solche nur für Gelehrte geschriebenen Rezensionen nicht zu scharf zu nehmen seien“. Am 20. Januar 1772 ordnete die mit der Buchzensur in Frankfurt beauftragte Deputation zum Bücherwesen an, dass Deinet die Verfasser zu nenne habe und „in Zukunft keine dergleichen anstößige und anzügliche recensionen über theologische Materien seinen Gelehrten Anzeigen einverleiben, auch eine schickliche Widerrufung sothaner beiden Passagen einrücken sollte.“ Nach einem Rekurs Deinets ließ man die Sache allerdings vorläufig auf sich beruhen, und die gelehrten Anzeigen veröffentlichten weiterhin Kritiken theologischer Schriften.
Zu einer erneuten Auseinandersetzung mit der Zensur kam es im Juli 1772. Nach einer kritischen Rezension des Theologen Karl Friedrich Bahrdt über eine Schrift des Hamburger Hauptpastors Johann Melchior Goeze, Erbauliche Betrachtungen über das Leben Jesu auf Erden auf alle Tage des Jahres, ging der Rat selbst gegen Deinet vor. Man fühlte sich Goeze verpflichtet, der im Vorjahr das strenge Vorgehen der lutherischen Stadt Frankfurt gegen die Calvinisten verteidigt hatte und dafür eine Gabe von 12 Dukaten erhalten. Die rezensierte Schrift über das Leben Jesu hatte Goeze daraufhin dem Frankfurter Rat gewidmet.
Die Bücherdeputation lud Deinet erneut vor und beschloss am 22. August, ihn „wegen seines abermaligen Vergehens in eine Strafe von 20 Reichsthaler zu condemniren“. Deinet protestierte dagegen und erhielt eine vierwöchige Frist zugebilligt, um eine Verteidigungsschrift vorzulegen. Noch während dieser Frist kam es zu neuen Beschwerden gegen die Anzeigen nach einer Rezension von Balthasar Münters Bekehrungsgeschichte des Grafen Johann Friedrich Struensee, die vermutlich ebenfalls von Bahrdt stammte. Der Verfasser hatte darin die These aufgestellt, dass bekannte Freigeister wie Voltaire, Hume und Rousseau der Moralität und der Religion weniger geschadet hätten als der glaubensstrenge Pascal.
Das Predigerministerium forderte in einer Eingabe an den Rat der Stadt Frankfurt, daß dem Directori dieser Anzeigen befohlen werde, sich der recension theologischer Schriften entweder gänzlich, oder doch wenigstens allen gegen die Religion anstosenden Ausdrücken die dem christlich gesinnten Leser zum Ärgernüß gereichen, und worüber wir schon viele Klagen von Fremden und Einheimischen gehöret haben zu enthalten. Der Rat ordnete daraufhin am 15. September an, dass Deinet künftig keine theologischen Artikel mehr drucken lassen dürfe, die nicht zuvor von einem vom Ministerium zu benennenden und von Deinet zu bezahlenden Zensor eingesehen und genehmigt waren.
Deinet widersprach am 17. September mit der Begründung, dass er als reformierter Christ sich unmöglich dem lutherischen Ministerium unterwerfen könne, und ließ in der Nummer LXXVI vom 22. September eine Selbstverteidigung des Rezensenten der Struenseeschen Bekehrungsgeschichte erscheinen. Erneut erhob Senior Plitt daraufhin Beschwerde, und am 24. September hielt der Rat Deinet nochmals zur Befolgung des Beschlusses vom 15. September an, bei Vermeidung von weiteren 100 Reichstalern Strafe.
Am 6. Oktober 1772 schrieb Goethe an Johann Christian Kestner in Wetzlar: „Unsre Spektakels mit dem Pfaffen werden täglich grösser. Sie prostituiren sich immer mehr und wir rencheriren drauf.“ Er, Goethe, hatte inzwischen als Deinets Advokat beim Rat eine Fristverlängerung bewirkt und eine Verteidigungsschrift angekündigt. Dieses von Schlosser entworfene 31 Seiten lange Schreiben vom 15. Oktober 1772 wies in höchst ironischem Tonfall die gegen Deinet und die Anzeigen erhobenen Vorwürfe zurück. Pascal anzugreifen sei kein Verbrechen, er sei kein Apostel und auch das hochwürdige lutherische Ministerium billige gewiss nicht alles, was dieser römisch-katholische Schriftsteller sage.
Der Rat bestätigte am 22. Oktober seine bisherigen Beschlüsse, einschließlich der Strafe von 100 Reichsthalern, und bat die Juristenfakultät an der Leipziger Universität um ein Gutachten in dieser Angelegenheit. Das Verfahren zog sich somit in die Länge, zumal die juristische Fakultät in Leipzig entschied, auch ihre Kollegen von der theologischen Fakultät mit der Sache zu befassen. In der Zwischenzeit waren mit dem Jahrgang 1773 die bisherigen Redakteure Merck und Schlosser ausgeschieden, und Bahrdt hatte die alleinige Redaktion der Anzeigen übernommen. Am 7. April 1773 starb der bisherige Senior Plitt, und sein Nachfolger Mosche zeigte kein Interesse an einer Fortsetzung der Auseinandersetzung. Nach einigem Hin und Her zwang der Rat Deinet am 10. Februar 1774 zwar, die auf Veranlassung des Rates erfolgte erste Strafe von 20 Reichstalern innerhalb von acht Tagen zu entrichten; in der anderen, vom Predigerministerium betriebenen Beschwerde beschloss der Rat dagegen am 9. Februar 1776 endlich, Deinet die wegen der gedruckten Schriften sub rubro Gerichtl. Acten etc. angesagte Strafe aus obrigkeitlicher Milde gänzlich zu erlassen.
Deinet hatte somit den Prozess und den Kampf um die Pressefreiheit letztlich verloren, war aber auf dem Gnadenwege glimpflich davongekommen. Das Predigerministerium hatte wegen seines ungeschickten Auftretens viel Spott erfahren, und Bahrdt fuhr fort theologische Rezensionen zu veröffentlichen, ohne das ihm auferlegte Verbot zu beachten.
Nachdem auch Bahrdt als Redakteur ausgeschieden war, erschienen die Anzeigen unter wechselnder Leitung noch bis 1790, ohne jemals noch einmal eine ähnliche Wahrnehmung in der Öffentlichkeit zu erreichen wie 1772.